# Sericomyrmex impexus
Sericomyrmex impexus är en myrart som beskrevs av Wheeler 1925. Sericomyrmex impexus ingår i släktet Sericomyrmex och familjen myror. Inga underarter finns listade i Catalogue of Life.